# Circus (альбом Ленни Кравица)
Circus — четвёртый студийный альбом американского рок-музыканта Ленни Кравица, вышедший в 1995 году на лейбле Virgin Records. Диск занял 10-ю строчку в музыкальном чарте Billboard 200 и 5-е место в UK Album Chart. В марте 2008 года альбом был продан в размере 534 000 копий в США.

## Об альбоме
В альбоме Circus отразилась вся творческая линия Ленни. Он включил не мало стилей музыки. Альбом получился грустным и унылым, потому что его мать была смертельно больна.
Пластинка затрагивает ряд тем, таких как стиль жизни рок звёзд в песне «Rock and Roll Is Dead» и религия в «God Is Love» и «The Resurrection». Музыкальный стиль схож со стилем альбома Are You Gonna Go My Way. Кравиц всё также вдохновляется рок-музыкой 70-х, но в этом альбоме фокус смещён в сторону медленного рока. Говорят[кто?], Кравиц охарактеризовал работу над альбомом как «утомительную». Музыкальная индустрия в то время вызывала у него разочарование, кроме того на музыканте тяжким грузом лежали мысли, связанные с болезнью матери.

## Список композиций
1. Rock and Roll Is Dead (Ленни) — 3:23
2. Circus (DeVeaux, Britten) — 4:48
3. Beyond the 7th Sky (Росс, Ленни) — 4:54
4. Tunnel Vision (Ленни) — 4:19
5. Can’t Get You Off My Mind (Ленни) — 4:34
6. Magdalene (Ленни) — 3:48
7. God Is Love (Ленни, Hirsch) — 4:26
8. Thin Ice (Росс, Ленни) — 5:33
9. Don’t Go and Put a Bullet in Your Head (Ленни) — 4:22
10. In My Life Today (Росс, Ленни) — 6:29
11. The Resurrection (Росс, Ленни) — 4:28